# Polymerus delongi
Polymerus delongi är en insektsart som beskrevs av Knight 1925. Polymerus delongi ingår i släktet Polymerus och familjen ängsskinnbaggar. Inga underarter finns listade i Catalogue of Life.